# Cyrtosperma brassii
Cyrtosperma brassii är en kallaväxtart som beskrevs av Alistair Hay. Cyrtosperma brassii ingår i släktet Cyrtosperma och familjen kallaväxter. Inga underarter finns listade.